# Jemenitische rial
De rial is de munteenheid van Jemen. Eén rial is honderd fils.
De volgende munten worden gebruikt: 1, 5, 10 en 20 rial. Het papiergeld is beschikbaar in 50, 100, 250, 500 en 1000 rial.

## Geschiedenis
In Jemen werd in de 4e eeuw de Atheense tetradrachme ingevoerd. In 722 werden de eerste islamitische munten gebruikt. De Ottomanen voerden gouden, zilveren en bronzen munten in Ottomaanse stijl in in 1538. Ook Indiase roepies (INR) werden in de volgende eeuwen gebruikt. Tijdens de heerschappij van het Ottomaanse rijk werden er eveneens Ottomaanse piasters gebruikt. In 1951 verving de Oost-Afrikaanse shilling (XEAS) de Indiase roepie. In Zuid-Jemen werd in 1965 de Zuid-Jemense dinar (YRR) ingevoerd die diende als betaaleenheid tot de hereniging van het land in 1996. In 1964 werd in de Arabische Republiek Jemen de rial (YER) geïntroduceerd, waarij de YER gekoppeld was aan het Britse pond sterling in een verhouding van 3:1. Na de hereniging werd de rial verder als munteenheid gebruikt in het hele land.